# Livre de cloro elementar
Livre de cloro elementar (do inglês elemental chlorine free - ECF) é uma técnica de branqueamento de polpa de celulose, para produção de papel, que dispensa o uso do gás cloro (Cl2), usando ao invés disto dióxido de cloro (ClO2). Essa substituição visa impedir a formação de dioxinas e compostos similares, que são cancerígenos.
A sequência tradicional do ECF é DEopDEpD:14, usando-se as letras-símbolo comuns para os diferentes estágios de branqueamento, embora muitas sequências aperfeiçoadas estejam disponíveis.:15
Por sua vez, totalmente livre de cloro (do inglês totally chlorine free - TCF), é outra técnica que vai além, removendo quaisquer compostos de cloro do processo de branqueamento.

## Ligações externss
- Aliança de Tecnologia Ambiental - ECF: A Tecnologia Sustentável